# Schlehdorf
Schlehdorf är en kommun och ort i Landkreis Bad Tölz-Wolfratshausen i Regierungsbezirk Oberbayern i förbundslandet Bayern i Tyskland.
Kommunen ingår i kommunalförbundet Kochel am See tillsammans med kommunen Kochel am See.